# Marquesaspurpurdue
Marquesaspurpurdue (Pampusana rubescens) er en fugleart i familien duer (Columbidae). Den er endemisk på Marquesasøerne i Fransk Polynesien. Den naturlige habitat er subtropiske eller tropiske skove og subtropisk eller tropisk fugtig buskland.
Den har tidligere været klassificeret som en truet art af IUCN.
Arten var formelt i slægten Alopecoenas Sharpe, 1899, men navnet og slægt blev ændret i 2019 til Pampusana Bonaparte, 1855 da dette navn har prioritet.